# شهرستان لینگیون
لینگیون (به لاتین: Lingyun County) یک شهرستان در جمهوری خلق چین است که در بایسه واقع شده‌است.

## خصوصیات
لینگیون ۲٬۰۵۳ کیلومترمربع مساحت و ۱۹۵٬۶۰۰ نفر جمعیت دارد.